# 스텔라 케미파
스텔라 케미파(일본어: ステラケミファ, Stellachemifa Corporation)는 일본의 반도체 소재 기업이다. 본사는 오사카부 오사카시 주오구에 있다.

## 역사

### 2019년 한일 무역 분쟁
2019년 한일 무역 분쟁에서 일본이 불산가스 수출을 중단하면서, 스텔라 케미파가 한국에서 유명해졌다.
스텔라 케미파는 고순도 불산가스를 생산해 전량 한국에 수출하고 있다. 일본 정부가 이번에 불산가스 수출을 금지하자, 스텔라 케미파의 주가가 이틀동안 5% 하락했다.
일본 스텔라는 '트웰브 나인(99.9999999999%)' 순도를 자랑하며 영업을 했을 정도로 그간 품질에 자신 있어 했다. 초고순도 불화수소는 일본이 전세계를 독점하고 있다.
1994년, 한국 솔브레인은 일본 스텔라 케미파와 합작해서 한국에 훽트(FECT)를 설립했다. 스텔라는 39%의 지분을 갖고 있다. 2024년 현재 스텔라케미파가 가진 훽트지분은 0%이고 훽트는 솔브레인에 흡수합병되었다. (2020년~2022년 사이에 매각한 것으로 추정) 훽트(FECT)가 스텔라 케미파로부터 식각액 원재료를 조달하고, 솔브레인은 이 재료를 공급받아 합성 정제해 삼성전자 등으로 내보낸다.
스텔라 케미파의 불화수소 연간 매출액은 약 200억엔(2166억원)으로, 세계시장 점유율 70%를 차지하고 있으며, 그 중 60%를 한국에 수출하고 있다.
고순도 불화수소 제조법 특허는 모리타화학공업 주식회사가 보유하고 있다.